# Tampereen Pyrintö (orientering)

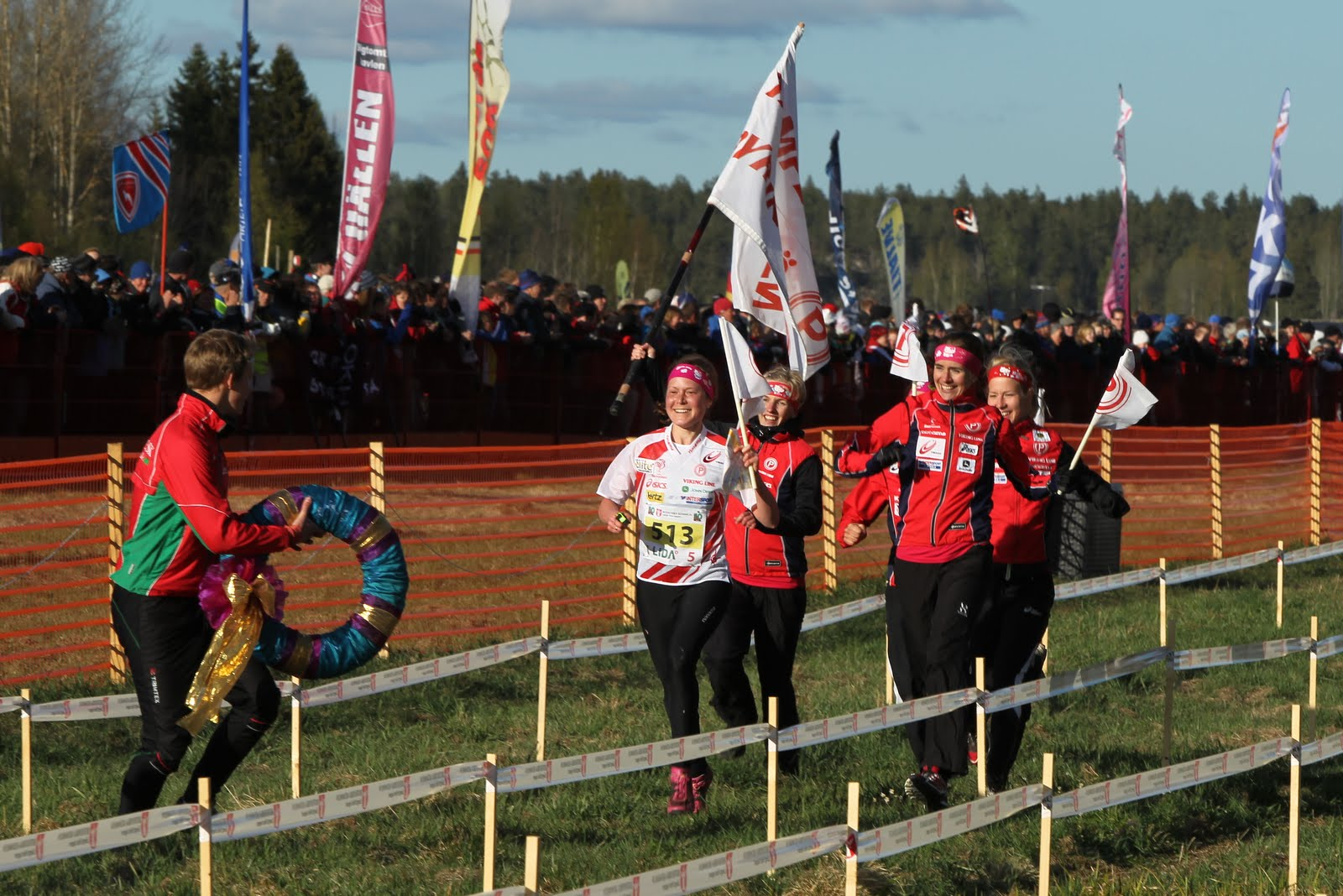
Tampereen Pyrintö vinner damernas tiomila 2011.

Tampereen Pyrintö är en finsk idrottsförening från Tammerfors vars orienteringssektion bildades 1932. Klubben har vunnit Jukolakavlen, Venlakavlen, damernas tiomila och 25manna.

## Meriter
- Segrare 10-mila (damkavlen): 1990, 1991, 2011, 2019
- Segrare Jukolakavlen: 1961, 1962, 1963
- Segrare Venlakavlen: 1994, 1999, 2003, 2010
- Segrare 25manna: 2011, 2017, 2019